# (249521) Truth
(249521) Truth est un astéroïde de la ceinture principale.

## Description
(249521) Truth est un astéroïde de la ceinture principale. Il fut découvert le 6 février 2010 aux États-Unis par le programme WISE. Il présente une orbite caractérisée par un demi-grand axe de 2,61 UA, une excentricité de 0,31 et une inclinaison de 27,8° par rapport à l'écliptique.

## Nom
L'objet est nommé d'après Sojourner Truth, abolitionniste qui a aussi donné son nom au robot Sojourner.

## Compléments